# 一言主
一事主神（ひとことぬし の かみ，一言主神）是日本《記紀》二書出現的神祇。

## 神話與歷史書中的記述
《古事記》下卷對一事主神的紀錄是：460年（雄略天皇4年）雄略天皇前往葛城山狩獵時，發現有一群跟天皇一行穿著完全相同的人走在對面的山稜上。雄略天皇詢問其姓名，對方回答：「我對壞事只置一詞，對好事也只置一詞，說完我就會離開。我就是葛城的一言主大神。」天皇聽了大為害怕，不但獻上弓箭，還讓官吏脫下衣服，全部獻給一言主神。祂接受了這些貢品，然後就目送天皇一行人離去。
720年寫成的《日本書紀》中，雄略天皇跟一事主神相遇的地方與《古事記》所述相同，但是後來他們一起去打獵而度過了一段愉快的時光，故一事主神跟天皇是處於對等的立場。797年寫成的《續日本紀》卷廿五當中寫著，高鴨神（一事主神）為了與天皇爭奪獵物，觸怒了天皇被流放到土佐國去。一般認為，這可能是祭祀一事主神的賀茂氏在這段時間中地位下滑所致。但也有一種說法認為，高鴨神應該是現在祀奉在高鴨神社的「迦毛大御神」，也就是味耜高彥根神。
在822年寫成的《日本靈異記》中，一事主神的地位進一步下滑，成為被役行者（此人亦屬賀茂氏一族）使役的神明，該書還提到役行者之所以被流放到伊豆國，就是因為對他不滿的一言主神向朝廷進讒言。

## 信仰
位於奈良縣御所市葛城山麓的葛木一言主神社，就是日本全國一言主神社的總本社。當地人稱呼這位神為「一言（いちごん）さん」，只要祈求的是短短的一句話，不管什麼內容這位神明都會垂聽，作為「無言參拜」的神而受人信仰。
此外，在《續日本記》中提到他被流放的土佐國，到現在還有祀奉一事主神的土佐神社，並且是土佐國的一之宮（但是也有一種說法指出，該神社祀奉的是味耜高根彦神）。
他也被視為跟大國主神之子事代主神是同一人物。此外，在能劇演目《葛城》裡，一言主是一位女神。

## 相關動漫作品
漫畫
- 原作加門七海、漫畫豬川朱美. . 2002年.

## 內部連結
- 味耜高彥根神
- 言靈